# Concerto pour violon en la mineur (Babadjanian)
 (juillet 2024).
Si vous disposez d'ouvrages ou d'articles de référence ou si vous connaissez des sites web de qualité traitant du thème abordé ici, merci de compléter l'article en donnant les références utiles à sa vérifiabilité et en les liant à la section « Notes et références ».

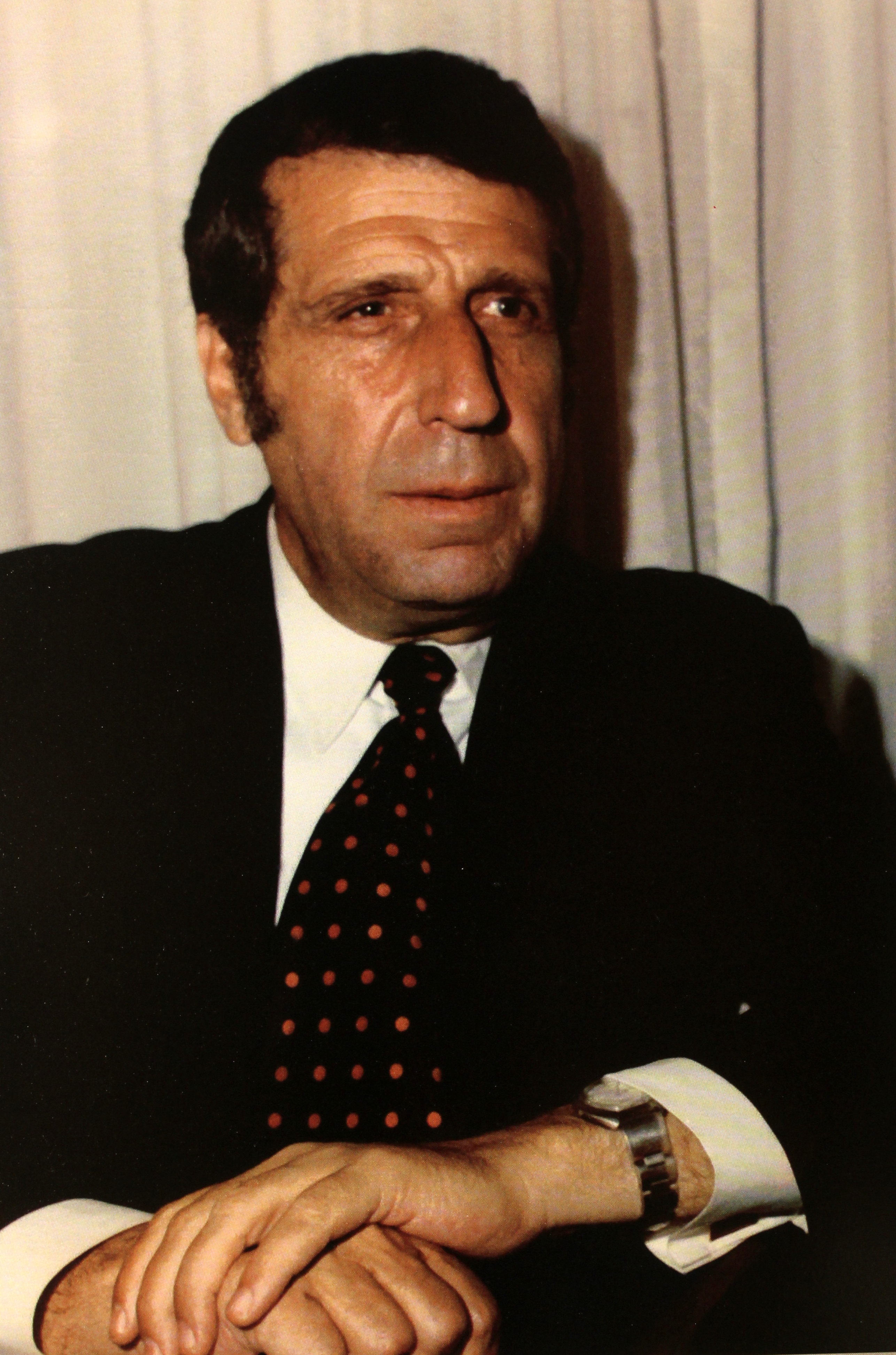
Arno Babadjanian.

Le Concerto pour violon et orchestre en la mineur est une œuvre écrite par Arno Babadjanian en 1949. Dédié au célèbre compositeur arménien Aram Khatchatourian, il est remarquable par le mélange qu'il opère, entre une technicité instrumentale, une grande virtuosité et un savoir-faire issus de la musique savante et un langage musical influencé par la musique traditionnelle arménienne.
D'une durée approximative de trente minutes, il existe deux versions de ce Concerto : une avec piano et une avec orchestre.

## Structure de l’œuvre
1. Allegro
2. Andante
3. Finale-Allegro

## Discographie
- Yevgeny Mravinsky Vol. 4 ; Leonid Kogan (violon), Leningrad Philharmonic Orchestra dirigé par Ievgueni Mravinsky, live à Leningrad, Edition Günter Hänssler, 1949